# Раймундо Перес Лесама
Раймундо Перес Лесама (ісп. Raimundo Pérez Lezama, 29 листопада 1922, Баракальдо — 24 липня 2007, Більбао) — іспанський футболіст, що грав на позиції воротаря.
Виступав, зокрема, за клуб «Атлетік Більбао», а також національну збірну Іспанії. Дворазовий чемпіон Іспанії та шестиразовий володар Кубка Іспанії з футболу. 

## Клубна кар'єра
Почав займатися футболом у Великій Британії, куда його у 14-річному віці разом з майже 4 тисячами інших баскських дітей-біженців евакуювали навесні 1937 року, у розпал Громадянської війни в Іспанії. Грав у Саутгемптоні за команду своєї школи, де його помітили представники однойменного місцевого клубу. З 1939 року почав залучатися до складу головної команду «Саутгемптона», за яку провів декілька ігор наступного року. 
Того ж 1940 року повернувся на батьківщину, де продовжив займатися футболом, ставши гравцем друголігового клубу «Аренас» (Гечо).
Своєю грою за останню команду привернув увагу представників тренерського штабу клубу «Атлетік Більбао», до складу якого приєднався 1941 року. Відіграв за клуб з Більбао наступні шістнадцять сезонів своєї ігрової кар'єри. За цей час двічі виборював титул чемпіона Іспанії.
Згодом з 1957 по 1960 рік грав у складі команд клубів «Індаучу» та «Сестао Спорт».
Завершив професійну ігрову кар'єру у клубі «Аренас» з Гечо, у складі якого вже виступав раніше. Прийшов до команди 1960 року, захищав її кольори до припинення виступів на професійному рівні у 1961.
Помер 24 липня 2007 року на 85-му році життя у місті Більбао.

## Виступи за збірну
1947 року провів свій перший і єдиний матч у складі національної збірної Іспанії.

## Титули і досягнення

### Командні
- Чемпіон Іспанії (2):

«Атлетік Більбао»:  1942-1943, 1955-1956
- Володар Кубка Іспанії з футболу (6):

«Атлетік Більбао»:  1943, 1944, 1944-1945, 1949-1950, 1955, 1956
- Володар Кубка Еви Дуарте (1):

«Атлетік Більбао»:  1950

### Особисті
- Трофей Самори (найкращий воротар Ла Ліги): 1946-1947